# Região Geográfica Imediata de São Bento do Sul-Rio Negrinho
A Região Geográfica Imediata de São Bento do Sul-Rio Negrinho é uma das 24 regiões imediatas do estado brasileiro de Santa Catarina, uma das 3 regiões imediatas que compõem a Região Geográfica Intermediária de Joinville e uma das 509 regiões imediatas no Brasil, criadas pelo IBGE em 2017. É composta de 3 municípios.